# St. Thomas von Canterbury (Edenhausen)

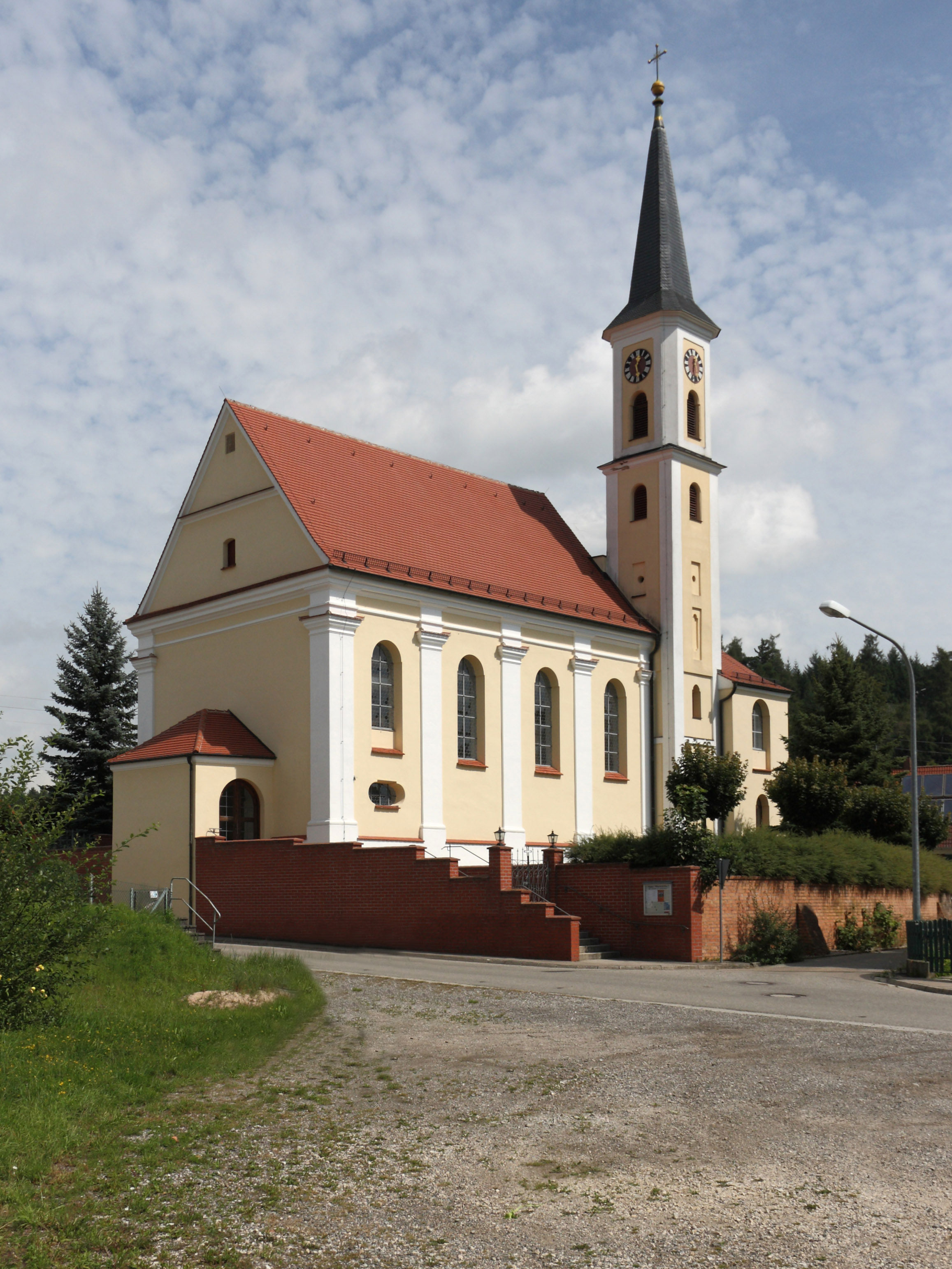
Kirche St. Thomas von Canterbury in Edenhausen

St. Thomas von Canterbury ist die katholische Pfarrkirche des Dorfes Edenhausen im bayerischen Landkreis Günzburg.

## Vorgängerbauten
Im Jahr 1209 wurde die Edenhauser Kirche erstmals erwähnt, deren Kirchenpatron bis heute Thomas Becket ist. Dieser erste aus Stein errichtete Kirchenbau war im zu der Zeit aktuellen Stil der Gotik gebaut. Über das Aussehen dieser gotischen Kirche ist nichts bekannt, obwohl sie erst im Jahr 1735 nach einem Brand abgebrochen und durch den heutigen Bau ersetzt wurde.

## Barockkirche von 1735
Die neue Barockkirche wurde im Jahr 1735 in nur sechs Monaten von Simpert Kraemer erbaut, obwohl von dem alten Kirchenbau vermutlich nur Teile des Kirchturmes wieder verwendet wurden. Geweiht wurde diese neue Kirche aber erst elf Jahre später.
Drei Jahre nachdem die Kirche eingeweiht worden war, schlug ein so genannter „kalter Blitz“ in das Gebäude ein, wodurch fast die gesamte Inneneinrichtung zerstört wurde. Nur das Bildnis von Maria Schnee aus dem Jahr 1665 blieb unversehrt. Dass dieses Gnadenbild heil blieb, wurde als Wunder betrachtet und führte dazu, dass sich eine Wallfahrt nach Edenhausen bildete.
Nach der Säkularisation sollte die Edenhauser Kirche im Jahr 1805 abgebrochen und die Pfarrgemeinde mit dem benachbarten Attenhausen zusammengelegt werden, was aber verhindert werden konnte.

## Umgestaltungen der Kirche im 19. und 20. Jahrhundert
Im Jahr 1867 wurde der Turm um 60 Fuß erhöht und ein Spitzdach angebracht. In dem Zeitraum zwischen 1874 und 1893 wurde die Kirche im Inneren im Zuge der Renovierung Schritt für Schritt in den damals modernen Stil der Neuromanik umgebaut. Fast alles von der ursprünglichen barocken Einrichtung wurde damals weggeworfen. Das Gnadenbild mit dem Bildnis von Maria Schnee blieb beispielsweise erhalten. Eine Kopie dieses Bildes ist auch heute noch in der Kirche.
In den Jahren 1947 bis 1966 wurde die Kirche erneut umgebaut. Bei diesem Umbau versuchte man den ursprünglich barocken Baustil der Kirche wiederherzustellen. Einige Teile der neuromanischen Inneneinrichtung, die zu der nun wieder barocken Einrichtung passen, wurden weiterverwendet; beispielsweise sind Teile des ehemaligen neuromanischen Altars für den Volksaltar wiederverwendet worden. Damit sieht man heute in der Kirche eine neubarocke Einrichtung mit einigen neuromanischen Elementen.

## Ausstattung
Der Hochaltar wurde von Anton Hörmann aus Babenhausen im Jahr 1949 neu geschaffen. Das Altarbild zeigt den gekreuzigten Christus, der die Gerechten ins himmlische Reich holt. Interessanterweise hat dieser die Finger der rechten Hand zum Victory-Zeichen erhoben, das der britische Premierminister Winston Churchill während des Zweiten Weltkriegs immer wieder verwendete, um die Bevölkerung Großbritanniens zum Kampf gegen das Dritte Reich zu motivieren.
Ausgemalt wurde die Kirche im Jahr 1948 von dem Kunstmaler Sebastian Hausinger aus Ottobeuren. Das Fresko über dem Chor zeigt Mariä Verkündigung, das Deckengemälde des Langhauses die Krönung Mariens. Diese Motive der Fresken, Marienstandbilder und das Gnadenbild Maria Major am südlichen Seitenaltar deuten darauf hin, dass es sich bei der Edenhauser Kirche um eine Marienkirche handelt, in der neben dem Kirchenpatron Thomas Becket auch Maria verehrt wird.
In dem Deckengemälde des Langhauses wird zusätzlich auf Edenhausen und das Bistum Augsburg Bezug genommen. Der Ort Edenhausen, der Patron der Kirche, Thomas Becket, und der Patronatsheilige des Bistums Augsburg, der Hl. Ulrich, sind dargestellt.